# Колотовка (Калужская область)
Колотовка — деревня в Людиновском районе Калужской области. Входит в состав городского поселения «Город Людиново». 

## География
Деревня находится на берегу реки Сукремля, на расстоянии примерно 6 км к юго-востоку от города Людиново, административного центра района.

### Часовой пояс
Деревня Колотовка, как и вся Калужская область, находится в часовой зоне МСК (московское время). Смещение применяемого времени относительно UTC составляет +3:00.

## История
До 12 ноября 2012 года деревня входила в состав сельского поселения «Деревня Заболотье».

## Население
| 2002 | 2010 | 2014 | 2016 | 2017 | 2018 | 2019 |
| ---- | ---- | ---- | ---- | ---- | ---- | ---- |
| 16   | ↘10  | ↘5   | ↘4   | ↘3   | ↘0   | →0   |
| 2020 | 2021 |      |      |      |      |      |
| →0   | ↗11  |      |      |      |      |      |

## Улицы
В деревне имеется одна улица — Центральная.